# Black and Yellow
Black and Yellow is een nummer van de Amerikaanse rapper Wiz Khalifa van zijn derde studioalbum, Rolling Papers.
Het werd uitgebracht op 14 september 2010. Het nummer werd geschreven door Khalifa, in samenwerking met het Noorse productieteam Stargate. Het nummer werd een nummer 1-hit op de Billboard Hot 100, en werd zo Wiz Khalifa's eerste nummer-1 hit in de Verenigde Staten.
Het nummer gaat over Khalifa's auto, een gele Dodge Challenger met zwarte strepen. Khalifa verklaarde dat de kleuren van de wagen een eerbetoon zijn aan zijn thuisstad Pittsburgh, waarvan de officiële kleuren zwart en goud zijn. Ook de kleuren van de professionele sportteams van Pittsburgh zijn zwart met een variatie van goud of geel.